# Metrosideros nervulosa
Metrosideros nervulosa är en myrtenväxtart som beskrevs av Charles Moore och Ferdinand von Mueller. Metrosideros nervulosa ingår i släktet Metrosideros och familjen myrtenväxter.
Artens utbredningsområde är Lord Howeön. Inga underarter finns listade i Catalogue of Life.